# Marita Kochová
Marita Kochová (* 18. února 1957 Wismar) je bývalá východoněmecká atletka, sprinterka.

## Kariéra
Vrcholné období své sportovní kariéry zaznamenala od konce 70. do poloviny 80. let. Je olympijskou vítězkou, trojnásobnou mistryní Evropy a halovou mistryní Evropy v běhu na 400 metrů a mistryní světa a trojnásobnou halovou mistryní Evropy v běhu na 200 metrů.
V roce 1979 se stala první ženou v historii, která běžela 200 m pod 22 sekund. Čas 21,71 s byl až do roku 2015, kdy ho překonala Dafne Schippersová, platným evropským rekordem a celkově ji řadí na 7. místo v dlouhodobých tabulkách.
Její světový rekord 47,60 s na hladké čtvrtce zaběhnutý dne 6. října 1985 v australské Canbeře nebyl dosud překonán a v současnosti je i pro elitní sprinterky prakticky nedosažitelný. Jedinou ženou, která se ještě dokázala dostat pod 48 sekund, byla Jarmila Kratochvílová.
Během své kariéry vytvořila Kochová 30 světových rekordů na různých sprinterských tratích.
Kochová závodila v době, kdy ve Východním Německu fungoval rozsáhlý státem organizovaný dopingový program. Podle záznamů z tohoto programu, které v roce 1991 publikoval německý molekulární biolog a antidopingový aktivista Werner Franke, Kochová v letech 1981 až 1984 užívala anabolický steroid Oral-Turinabol. V knize je také citován dopis Kochové řediteli státní farmaceutické společnosti, ve kterém si stěžuje, že její kolegyně Bärbel Wöckelová dostává vyšší dávky steroidu, protože má v továrně známosti.

## Osobní život
V roce 1987 si vzala svého trenéra Wolfganga Meiera. Mají spolu dceru Ulrike.

## Osobní rekordy
Dráha
- Běh na 100 metrů - (10,83 s - 8. června 1983, Berlín)
- Běh na 200 metrů - (21,71 s - 10. června 1979, Karl-Marx-Stadt)
- Běh na 400 metrů - (47,60 s - 6. října 1985, Canberra) -  (Současný světový rekord) a ER

Hala
- Běh na 60 metrů - (7,04 s - 16. února 1985, Senftenberg)
- Běh na 200 metrů - (22,39 s - 5. března 1983, Budapešť)